# 이즈쓰 리쿠야
이즈쓰 리쿠야(일본어: 井筒 陸也, 1994년 2월 10일~)는 일본의 축구 선수이다.

## 구단 경력
그는 2016년 J2리그의 도쿠시마 보르티스에 입단했다. 2018년까지 54경기에 출전하여, 2득점을 넣었다. 2019년부터 2021년까지 일본 지역 리그의 크리아상 신주쿠에서 뛰었다. 2021년후 현역 은퇴.